# Corowa Shire
Koordinaten: 35° 59′ S, 146° 23′ O

Corowa Shire war ein lokales Verwaltungsgebiet (LGA) im australischen Bundesstaat New South Wales. Das Gebiet war 2.324 km² groß und hatte zuletzt etwa 11.000 Einwohner. 2016 ging es im neu geschaffenen Federation Council auf.
Corowa lag im Süden des Staates am Murray River an der Grenze zu Victoria etwa 400 km westlich der australischen Hauptstadt Canberra sowie 610 km südwestlich von Sydney und 300 km nordöstlich von Melbourne. Das Gebiet umfasste 19 Ortsteile und Ortschaften: Brawlin, Carinyah, Cootamundra, Cullinga, Dudauman, Frampton, Gundibindyal, Jindalee, Kilrush, Kyron, Landgrove, Meemar, Morrisons Hill, Stockinbingal, Wallendbeen, Willows, Yannawah, Yeo Yeo und ein Teil von Jugiong. Der Sitz des Shire Councils befand sich in der Ortschaft Corowa am Murray, wo zuletzt etwa 5.300 Einwohner leben.

## Verwaltung
Der Corowa Shire Council hatte zehn Mitglieder, die von allen Bewohnern der LGA gewählt wurden. Corowa war nicht in Bezirke untergliedert. Aus dem Kreis der Councillor rekrutierte sich auch der Mayor (Bürgermeister) des Councils.